# Православные азербайджанцы

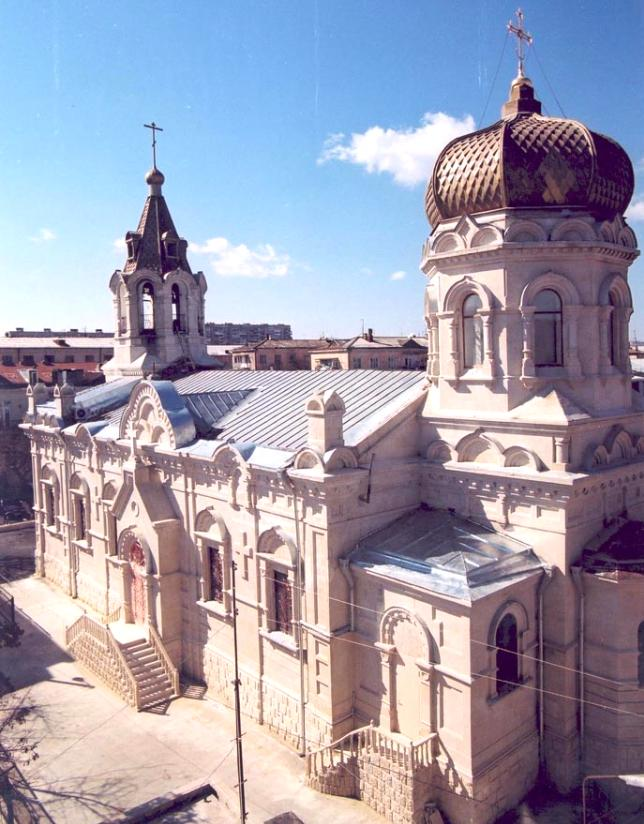
Кафедральный собор Святых Жен-мироносиц в Баку

Православные азербайджанцы (азерб. Pravoslav azərbaycanlılar)  — этнорелигиозная группа среди азербайджанцев и близких к ним народов, принявших православие и сохранивших при этом своё этническое самосознание.

## История
По церковному преданию, первым миссионером и проповедником на территории современного Азербайджана был апостол Варфоломей.

### Известные представители
Среди известных православных азербайджанцев: А. К. Казембек (Мирза Казым-Бек) (1802—1870) — российский учёный-востоковед, первый декан Факультета восточных языков Санкт-Петербургского университета (ныне Восточный факультет СПбГУ), военный деятель Мирза-бек (Николай) Гаибов, художник и иконописец Уджал (Пётр) Ахвердиев, филолог, писатель — Фазиль (Василий) Ирзабеков и поэт-песенник Онегин Гаджикасимов (крестился в 1985 году под именем Олег, в 1988 году стал иеросхимонахом Симоном монастыря Оптина Пустынь).

## Численность
По некоторым данным на 2007 год в Азербайджане более 5 тысяч этнических азербайджанцев, принявших христианство (в основном это православие). Христианство принимают не только в регионах, но и в бакинских сёлах. Отмечается, что большей частью вероисповедание меняют те, кто сталкивался с несправедливостью на pаботе.
На территории России и других стран, где православие является доминирующей религией и существует соприкосновение этнических азербайджанцев с православной общиной, эта цифра существенно выше.

## См.также
- Христиане-азербайджанцы